# Europastraße 28
Die Europastraße 28 (E 28) ist eine in West-Ost-Richtung verlaufende Europastraße durch Mittel- und Osteuropa. Sie beginnt nahe der Stadtgrenze der deutschen Hauptstadt Berlin am Berliner Ring im Land Brandenburg und führt durch Polen, Russland (Oblast Kaliningrad) und Litauen bis in die belarussische Hauptstadt Minsk.

## Verlauf der E28

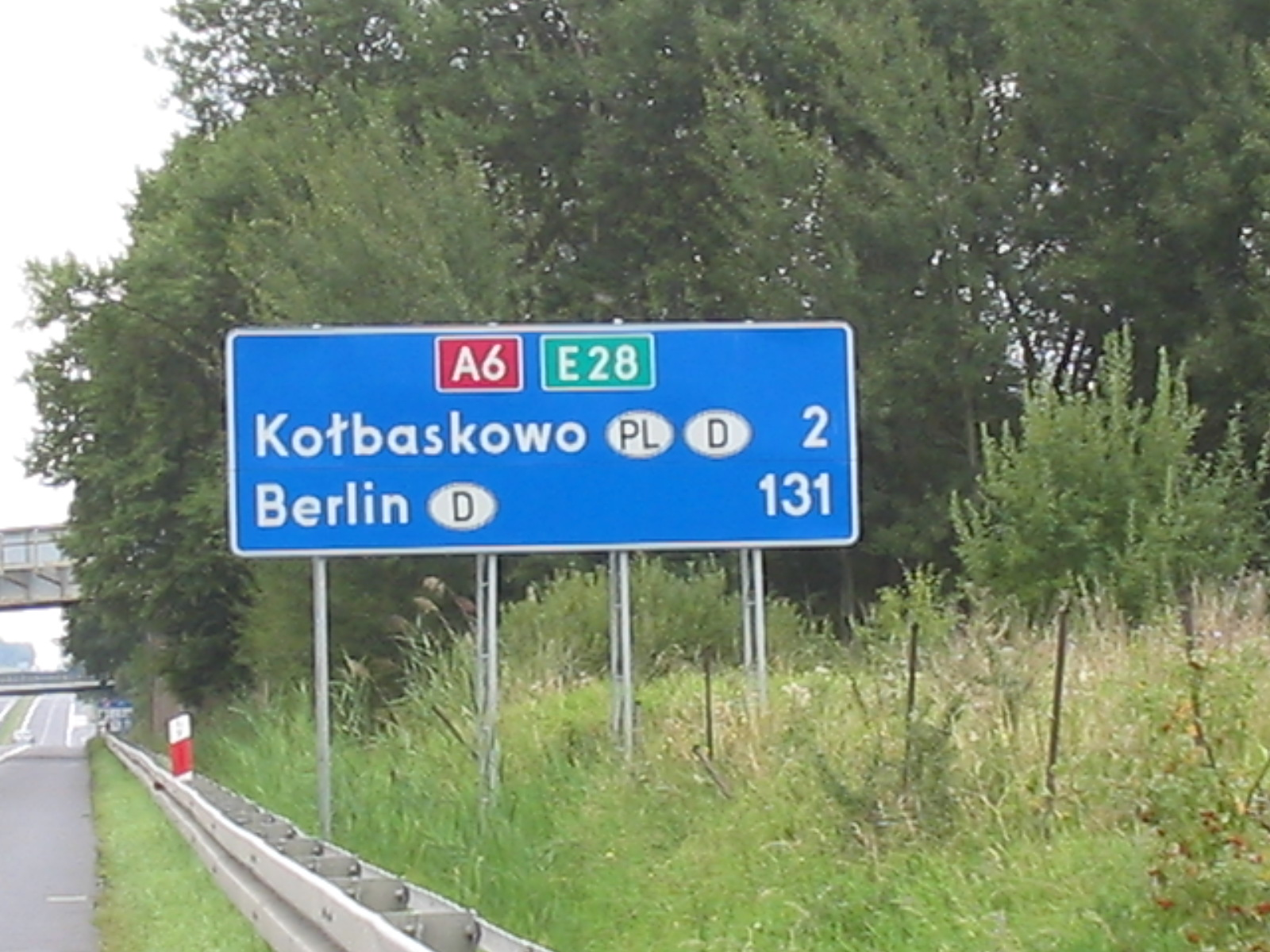
Polnisches Autobahnschild an der A 6 kurz vor dem Grenzübergang nach Deutschland

### Überblick
| Als:        | Abschnitt:             | Strecke: |
| ----------- | ---------------------- | -------- |
| Deutschland |                        |          |
| A11         | Berlin – Nadrensee     | 108 km   |
| Polen       |                        |          |
| A6          | Kołbaskowo – Stettin   | 48 km    |
| S6          | Stettin – Koszalin     | 132 km   |
| D6          | Koszalin – Danzig      | 201 km   |
| S7          | Danzig – Elbląg        | 64 km    |
| S22         | Elbląg – Grzechotki    | 52 km    |
| Russland    |                        |          |
| P516        | Mamonowo – Kaliningrad | 50 km    |
| A229        | Kaliningrad – Nesterow | 145 km   |
| Litauen     |                        |          |
| A7          | Kybartai – Marijampolė | 38 km    |
| A16         | Marijampolė – Trakai   | 131 km   |
| A1          | Trakai – Vilnius       | 5 km     |
| A3          | Vilnius – Medininkai   | 33 km    |
| Belarus     |                        |          |
| M7          | Ganevo – Waloschyn     | 90 km    |
| M6          | Waloschyn – Minsk      | 48 km    |

### Deutschland
- Städte: nahe Berlin – Prenzlau
- entlang der Bundesautobahn 11

### Polen
- Städte: Stettin – Goleniów – Koszalin – Słupsk – Gdynia – Danzig – Elbląg
- entlang der Ostseeküste als A6, S6, DK 6, S7, S22, DK 54

### Russland
- Städte: Kaliningrad – Nesterow

Als A194 und A229.

### Litauen
- Städte: Marijampolė – Vilnius

### Belarus
- Städte: Minsk